# Adalbert Geheeb

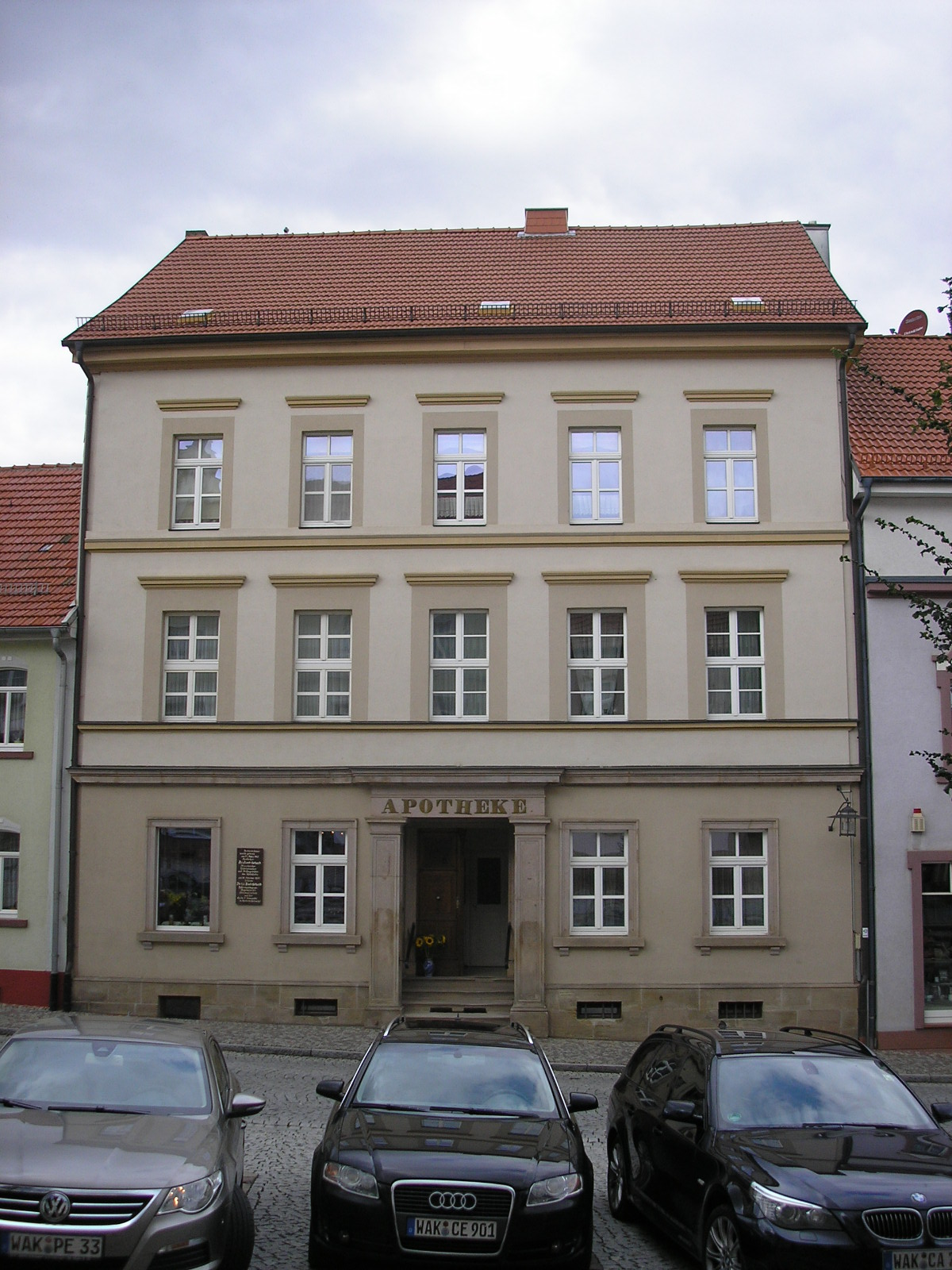
Geburtshaus von Geheeb in Geisa

Adalbert Geheeb (* 21. März 1842 in Geisa; † 13. September 1909 in Königsfelden/Schweiz) war ein deutscher Apotheker, Botaniker und Moosforscher. Sein offizielles botanisches Autorenkürzel lautet „Geh.“

## Leben und Wirken
Der Sohn eines Apothekers  besuchte das Gymnasium in Eisenach und begann 1858 eine Ausbildung als Apotheker in Coburg. Er arbeitete danach unter anderem in Bruchsal, wo er die Bekanntschaft Wilhelm Schimpers machte. Während der Gehilfenjahre in der Schweiz unternahm er botanische Exkursionen. Danach studierte er 1864  Pharmazie in Jena und übernahm 1867 die väterliche Apotheke in Geisa. 1897 verkaufte er die Apotheke und zog nach Freiburg im Breisgau.
In seiner Freizeit beschäftigte er sich mit Natur und Landschaft der Rhön und vor allem mit der Botanik und hier besonders mit Moosen. Geheeb war als Bryologe international anerkannt und korrespondierte mit führenden Botanikern Europas. Rund ein Dutzend Moosarten wurden nach ihm benannt. Seine botanischen Kenntnisse hat er in den „Botanischen Notizen“ im „Rhönführer“ zusammengefasst.
Im Jahre 1909 schrieb er an Ernst Haeckel: „Mein europäisches Moosherbar umfasst 1.300 Spezies, vertreten in ca. 50.000 verschiedenen Formen“. Das Herbar wurde 1943 in Berlin durch einen Bombenangriff zerstört. Geheeb veröffentlichte mehr als 80 wissenschaftliche Abhandlungen und versah seine Bücher mit zahlreichen hervorragenden Illustrationen, die noch heute einen unschätzbaren Wert für die Bryologie haben.
Briefe Geheebs befinden sich im Nachlass Paul Geheebs in der Ecole d’Humanité in Goldern (Schweiz), im Haeckel-Haus in Jena sowie im Herbarium Senckenbergianum in Frankfurt am Main.
Geheeb war 1876 Mitbegründer des Rhönklubs in Gersfeld und leitete über lange Jahre den Ortsverein Geisa.
Sein Sohn Paul Geheeb war ein bekannter Reformpädagoge.

## Ehrungen
1869 wurde er zum Mitglied der Deutschen Akademie der Naturforscher Leopoldina gewählt.
Die Royal Botanical Society in London verlieh ihm die Ehrendoktorwürde und ernannte ihn zum korrespondierenden Mitglied.
Ihm zu Ehren wurden die Moosgattung Geheebia ebenso wie das Laubmoos Brachythecium geheebii benannt.

## Schriften
- 1864: Die Laubmoose des Cantons Aargau, mit besonderer Berücksichtigung der geognostischen Verhältnisse und der Phanorogamen-Flora. Aarau, Sauerländer.
- 1886: Ein Blick in die Flora des Dovrefjeld. Cassel.
- 1889: Neue Beiträge zur Moosflora von Neu-Guinea. Cassel, Fischer.
- 1898: Weitere Beiträge zur Moosflora von Neu-Guinea.
  - I. Ueber die Laubmoose, welche Dr. O. Beccari in den Jahren 1872–1873 und 1875 auf Neu-Guinea, besonders dem Arfakgebirge sammelte.
  - II. Ueber einige Moose vom westlichen Borneo. Stuttgart, Nägele.
- 1901: Die Milseburg im Rhöngebirge und ihre Moosflora. Ein Beitrag zur Kenntniss der Laubmoose dieses Berges. Fulda, Uth.
- 1904: Meine Erinnerungen an große Naturforscher. Selbsterlebtes und Nacherzähltes. Eisenach, Kahle.
- 1910: Bryologia atlantica. Die Laubmoose der atlantischen Inseln (unter Ausschluss der europäischen und arktischen Gebiete). Stuttgart.

Über Geheeb
- 2003: Unsere Rhön als Kulturlandschaft. Erinnerungsband der Gedenkveranstaltung zur Würdigung der wissenschaftlichen Leistungen des Geisaer Apothekers, Moosforschers und Künstlers am 16. November 2002 im Berggasthof „Eisenacher Haus“ am Ellenbogen. Kaltensundheim. Mitteilungen aus dem Biosphärenreservat Rhön, Beiheft 5.
- 2009: Moosbotaniker Adalbert Geheeb, Martin Stolzenau in „Buchenblätter“, Beilage der Fuldaer Zeitung für Heimatfreunde Nr. 24 vom 15. Dezember 2009 S. 95